# التكرار الحلقي
التكرار الحلقي مصطلح في التعليم يشير إلى عملية استمرار المعلم بتدريس ذات المجموعة الطلابية لأكثر من عام دراسي. و على سبيل المثال، المعلم الذي يدرس طلاب الصف الثالث وبعدها يستمر في تدريس نفس الطلاب في السنة الدراسية التالية، للصف الرابع. كما يختلف هذا عن معلميّ الصفوف متعددة الأعمار، الذين يدرسون مجموعة معينة من الصفوف المدرسية معًا، و في هذه الحالة، بالرغم من إستمرار الطفل مع المعلم ذاته لعدة سنوات، إلا أن مجموعة التلاميذ الذين يتلقون العلم تتغير كل عام؛ حيث يترك التلاميذ الأكبر سنًّا المجموعة ليحل محلهم أولئك الأصغر سنًّا.

التكرار الحلقي عادة ما يكون في نظام فالدورف التعليمي، حيثما يكون الهدف التقليدي للمعلم الأساسي أن يبقى كمعلم رئيس للصف لثماني أعوام متتابعة. و مع ذلك، فإنه بالإشتراك مع عدد من المعلمين المتخصصين؛ و في العقود الأخيرة، قد قللت العديد من المدارس التكرار الحلقي لفترم أقصر.

## الفوائد
العديد من المزايا لوجود معلم واحد، بما فيها:
- يكسب المعلمون وقتًا إضافيا للتعليم.

- يرفع المعلمون مستوى معرفتهم عن نقاط القوة و الضعف الذهني للأطفال، و ترتفع بطريقة يستحيل إنجازها خلال عام.

- تحسين نتائج الإختبارات المعيارية.

- و قد أشارت علاقة الطالب و المعلم طويلة المدى إلى مناخ عاطفي و فكري يشع على التفكير و المجازفة و المشاركة.

- تفيد العلاقات بين الطلاب و الأباء و المعلمين في تطوير الشعور بالإنتماء للمجتمع و الإستقرار فيه، و يمنح الوقت للطلاب الخجولين للشعور بالراحة، و للطلاب صعبي المراس بالإعتياد على تجارب متناسقة، و نتيجة لذلك،يشير المعلمون إلى أهمية التطوير في نظام الفصل الدراسي.

## السلبيات
سلبيات محتملة للتكرار الحلقي، بما في ذلك:
- محدودية قدرة المعلمين على إتقان شرح الدرس بالتكرار.

- الصراع / التوتر بين الطلاب و المعلمين لا يحل دائمًا.

- ليس بالضرورة تصويب الأخطاء في تعليمات المعلم من وقت لآخر بواسطة معلم آخر.

- يحدد معلم واحد طابع الصف الفردي، بمعنى أن لكل فئة نقاط قوة وضعف ملحوظة و فريدة خاصة بها طوال صفوف التكرار الحلقي.